# Brenden Aaronson
Brenden Russell Aaronson (Medford, 22 de outubro de 2000) é um futebolista americano que atua como meio-campo. Atualmente joga pelo Leeds United.

## Carreira no clube
Apareceu como jogador da academia jogando pelo Bethlehem Steel FC durante a temporada de 2017, depois de passar pela academia do Philadelphia Union. Em outubro de 2017, Aaronson fez sua primeira partida pelo Steel FC em um empate fora de casa contra o Tampa Bay Rowdies . Aaronson fez 21 jogos pelo Steel FC e marcou seu primeiro gol pelo time profissional contra o Atlanta United 2 .
A temporada de 2020 se tornou um ano de destaque para Aaronson, que terminou a temporada com 31 jogos em todas as competições e marcando 4 gols. O desempenho de Aaronson durante a temporada lhe rendeu vários elogios, incluindo ser nomeado para o 2020 MLS Best XI para a temporada regular e o MLS is Back Tournament. A União terminou a temporada com o melhor recorde da liga conquistando o primeiro troféu da equipe, o Supporters' Shield de 2020 .

### Red Bull Salzburg
Após rumores persistentes, foi anunciado em 16 de outubro de 2020 que Aaronson se juntaria ao Red Bull Salzburg a partir de janeiro de 2021, após o término da temporada da MLS. Embora a taxa de transferência não tenha sido divulgada, a Filadélfia anunciou que seria a maior taxa de transferência paga por um jogador americano da MLS. As primeiras notícias indicaram que a taxa é de US$ 6 milhões adiantados, com US$ 3 milhões em possíveis incentivos. Aaronson fez sua estreia pelo Salzburg em 25 de janeiro, como substituto durante uma vitória por 2 a 0 sobre o Rheindorf Altach .

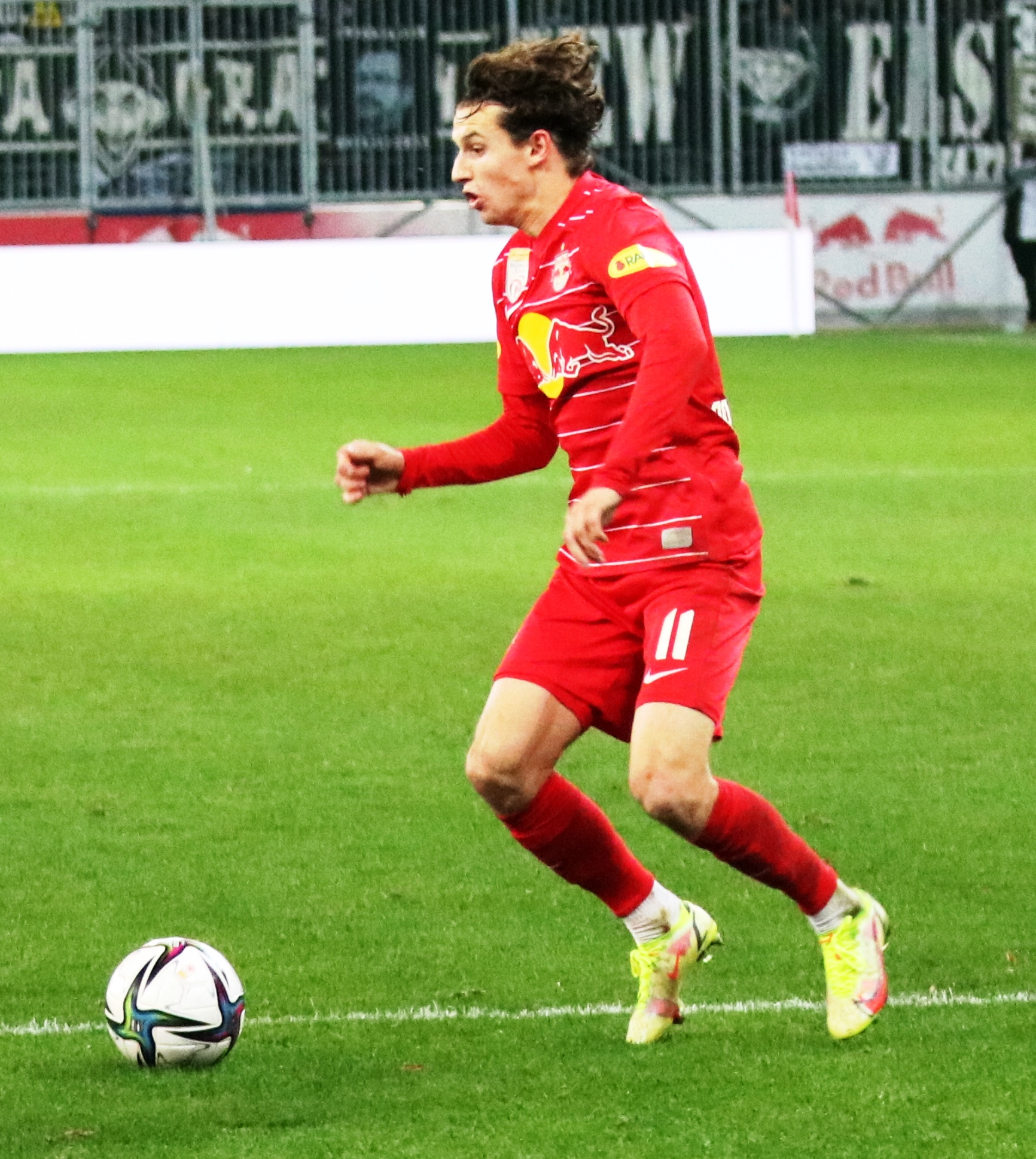
Aaronson durante uma partida com o RB Salzburg em 2021

Marcou seu primeiro gol pelo Salzburg em 10 de fevereiro de 2021, marcando o gol da vitória por 3 a 1 sobre o Austria Wien . Em 1º de maio, ele ganhou seu primeiro troféu com o Salzburg, quando o clube derrotou o LASK na final da Copa da Áustria por 3-0. Aaronson marcou o segundo gol da partida e seu quinto em todas as competições desde sua mudança da Filadélfia em janeiro.

### Leeds United
Em 26 de maio de 2022, o Leeds United anunciou a assinatura de Aaronson em um contrato de cinco anos, com início em 1º de julho. A Sky Sports informou que a taxa de transferência foi de £ 24,7 milhões.

## Carreira internacional
Depois de mostrar uma forte temporada de estreia, Aaronson recebeu sua primeira convocação sênior para a seleção masculina de futebol dos Estados Unidos em outubro de 2019 para partidas da Liga das Nações da CONCACAF com Cuba e Canadá . Ele não ganhou uma tampa em qualquer partida. Aaronson ganhou sua segunda convocação para a equipe principal para o acampamento de janeiro de 2020. Aaronson fez sua estreia completa em uma vitória por 1 a 0 sobre a Costa Rica . Mais tarde naquele ano, Aaronson marcou seu primeiro gol internacional sênior durante uma vitória por 6-0 sobre El Salvador em dezembro de 2020.

## Títulos
Estados Unidos
- Liga das Nações da CONCACAF: 2019–20, 2022–23, 2023–24

Philadelphia Union
- MLS Supporters' Shield: 2020

Red Bull Salzburg
- Campeonato Austríaco: 2020–21, 2021–22
- Copa da Áustria: 2020–21, 2021–22

Leeds United
- EFL Championship: 2024–25

## Vida pessoal
Seu irmão Paxten Aaronson joga pelo Philadelphia Union.
As atuações de Aaronson pelo Philadelphia Union e Red Bull Salzburg lhe renderam o apelido de “Medford Messi”, aliteração que faz referência à sua terra natal e faz uma comparação com o jogador argentino Lionel Messi.